# Ruthardshain
Ruthardshain ist der Name einer Wüstung in der Gemarkung von Kronberg im Taunus im Kronberger Wald nordwestlich des Bürgelkopfs ca. 2 Kilometer nordnordwest der Burg Kronberg.
1330 wird Ruthartishain als Waldstück urkundlich erwähnt. Else, die Frau des Walter von Cronberg hatte ausweislich dieser Urkunde dort ein Holzrecht. 1339 wird in Rutharteshan eine neu erbaute Kapelle genannt. Im Folgejahr wird diese als Kapelle gloriose V.M(arie), ste. Cruzis, Judoci et sti. Anthonii bezeichnet. Diese Antoniuskapelle war eine zentrale Anlaufstelle für Pilger und Wanderer und wurde 2020 wieder für die Öffentlichkeit zugänglich gemacht.
Mit Urkunde aus 1354 vereinbarten Frank und Ulrich II. von Cronberg ein abwechselndes Investiturrecht. 1381 und 1419 sind Präsentationen neuer Priester der Kirche St. Judocus und St. Anton urkundlich nachweisbar. 1440 wird letztmals ein Altarist genannt. 1550 ist die Kirche verfallen und der Altar in die Kronberger Kirche verlegt.
Weitere Schreibweisen des Namens waren Rutershayn (1340), Ruthatzhane (1350) und Ruthartshayn (1357). Heute noch besteht der Flurname Ruders. Auch der Name der Cronberger Siedlung Rothenhang leitet sich von der Wüstung ab.